# Witold Sobociński

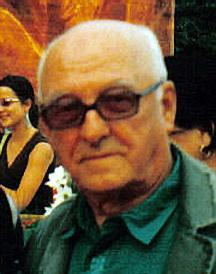
Witold Sobociński (2007)

Witold Sobociński (* 15. Oktober 1929 in Ozorków; † 19. November 2018 in Konstancin-Jeziorna) war ein polnischer Kameramann.

## Leben und Werk
Witold Sobociński studierte an der Filmhochschule Łódź Kamera und beendete das Studium 1955. Während des Studiums spielte er als Schlagzeuger in der Band Melomani. Anschließend begann er für das polnische Fernsehen zu arbeiten und wurde zunächst als Kameramann für Dokumentarfilme eingesetzt. 
Seine erste Arbeit für einen Spielfilm war 1967, als er die Kamera zu Jerzy Skolimowskis Film Hände hoch! führte. Der Film wurde allerdings von der polnischen Zensurbehörde verboten und erst 1981 veröffentlicht. Berühmt wurden vor allem seine Arbeiten für Andrzej Wajda und Roman Polański. 1980 wurde Witold Sobociński Professor an der Filmhochschule Łódź und bildete Kameraleute aus. Auch sein Sohn Piotr Sobociński durchlief die Ausbildung bei seinem Vater an der Hochschule und gehörte, als er 2001 früh verstarb, zu den anerkanntesten Kameramännern des Filmgeschäfts. Für seine letzte Arbeit an Jerzy Wójciks Kriegsdrama Wrota Europy erhielt Witold Sobociński im Jahr 2001 den Polnischen Filmpreis. 
Sobociński starb im November 2018 im Alter von 89 Jahren.

## Filmografie (Auswahl)

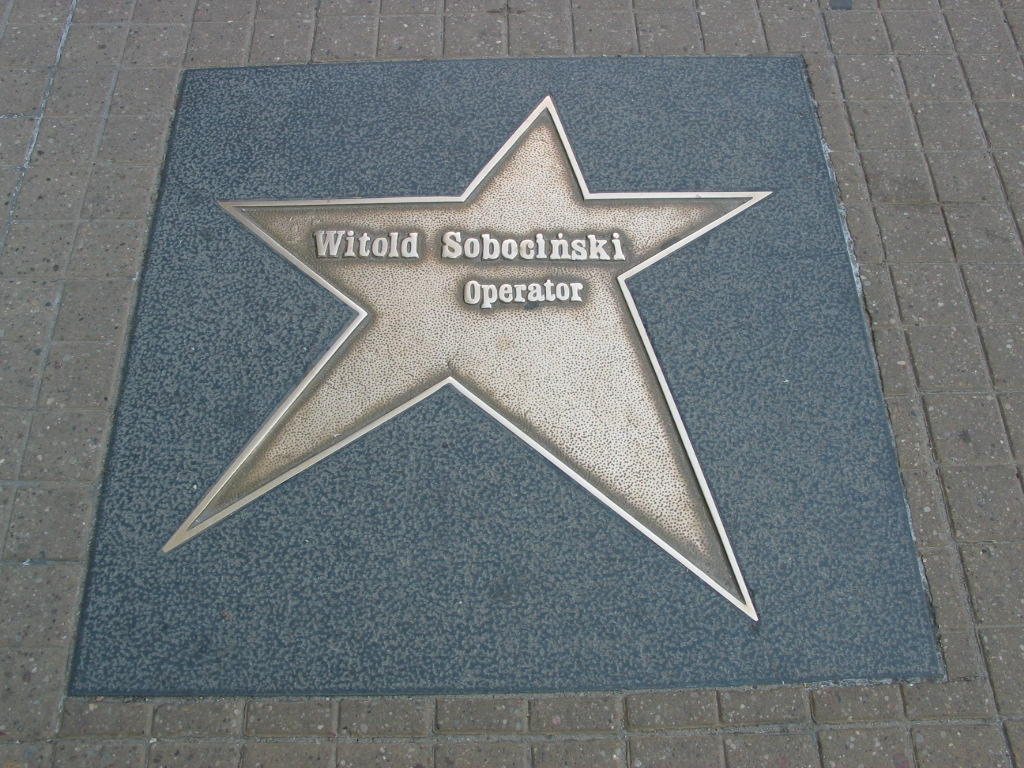
Sobocińskis Stern auf dem Walk of Fame in Łódź

- 1967: Hände hoch! (Rece do góry) – Regie: Jerzy Skolimowski
- 1968: Dancing w kwaterze Hitlera – Regie: Jan Batory
- 1969: Alles zu verkaufen (Wszystko na sprzedaż) – Regie: Andrzej Wajda
- 1970: Die Gräfin und ihr Oberst (The Adventures of Gerard) – Regie: Jerzy Skolimowski
- 1970: Album Polen (Album polski) – Regie: Jan Rybkowski
- 1971: Familienleben (Życie rodzinne) – Regie: Krzysztof Zanussi
- 1971: Trzecia część nocy – Regie: Andrzej Żuławski
- 1973: Die Hochzeit (Wesele) – Regie: Andrzej Wajda
- 1973: Das Sanatorium zur Todesanzeige (Sanatorium pod klepsydrą) – Regie: Wojciech Has
- 1974: Lohngelder für Pittsville – Regie: Krzysztof Zanussi
- 1975: Das gelobte Land (Ziemia obiecana) – Regie: Andrzej Wajda
- 1975: Nachtdienst – Regie: Krzysztof Zanussi
- 1977: Haus der Frauen – Regie: Krzysztof Zanussi
- 1977: Der Tod des Präsidenten – Regie: Jerzy Kawalerowicz
- 1979: Wege in der Nacht (Drogi pośród nocy) – Regie: Krzysztof Zanussi
- 1981: Był Jazz – Regie: Feliks Falk
- 1982: Alicja im Horrorland (Alicja)
- 1984: Widziadło – Regie: Marek Nowicki
- 1985: O-bi, O-ba – Koniec cywilizacji – Regie: Piotr Szulkin
- 1986: Piraten (Pirates) – Regie: Roman Polański
- 1988: Frantic – Regie: Roman Polański
- 1989: Torrents of Spring – Regie: Jerzy Skolimowski
- 1991: Bronsteins Kinder – Regie: Jerzy Kawalerowicz
- 1993: Das letzte U-Boot – Regie: Frank Beyer
- 1995: … nächste Woche ist Frieden – Regie: Peter Schulze-Rohr
- 1999: Wrota Europy – Regie: Jerzy Wójcik

## Auszeichnungen
- 1994: Camerimage-Preis für sein Lebenswerk
- 1999: Polnischer Filmpreis für Wrota Europy
- 2003: Preis für sein Lebenswerk von der American Society of Cinematographers
- 2011: Komtur des Ordens Polonia Restituta[2]